# Dietrich von Saucken
Dietrich Friedrich Eduard Kasimir von Saucken (16 de maig de 1892 - 27 de setembre de 1980) va ser un general alemany durant la Segona Guerra Mundial que va comandar el Segon Exèrcit i l'Exèrcit de Prússia Oriental. Rebutjant una oferta per escapar per via aèria, es va rendir a l'Exèrcit Roig el maig de 1945. Saucken va ser l'últim oficial a rebre la Creu de Cavaller de la Creu de Ferro amb Fulles de Roure, Espases i Diamants de l'Alemanya nazi.

## Biografia
Collegium Fridericianum
Saucken va néixer el 16 de maig de 1892 a Fischhausen, Prússia Oriental. Era fill del Landrat ( l'oficial administratiu en cap d'un Landkreis) Wilhelm Eduard Erich von Saucken. De petit, Saucken va assistir al Collegium Fridericianum , un prestigiós gymnasium de Königsberg, l'actual Kaliningrad, on es va graduar amb el seu Abitur (diploma de preparació universitària de batxillerat) el 1910. Com a estudiant, Saucken va mostrar aptitud com a artista, un talent recolzat per la seva mare i el director de l'Ellendícianum, Georg. Sovint va visitar Nidden, on les seves ambicions de convertir-se en artista van ser influenciades per la Künstlerkolonie Nidden, una colònia d'artistes expressionistes.
Després de graduar-se, Saucken es va unir a l'exèrcit prussià l'1 d'octubre de 1910 com a Fahnenjunker (cadet) al Regiment de Granaders König Friedrich Wilhelm I. (2. Ostpreußisches) Nr. 3 (2n Regiment de Granaders de Prússia Oriental, Rei Frederic Guillem I Núm. 3), un dels regiments prussians més antics, subordinat a la 1. Division (1a Divisió) i amb seu a Königsberg. Allà, va ser ascendit a Leutnant (segon tinent) el 19 de juny de 1912.

### Primera Guerra Mundial i període d'entreguerres
Amb l'esclat de la Primera Guerra Mundial, la divisió es va desplegar al front oriental. Amb la divisió, Saucken va lluitar a les batalles de Stallupönen, Gumbinnen i Tannenberg i va guanyar la Creu de Ferro de 2a classe l'octubre de 1914.
Saucken va lluitar després a la batalla de Verdun i a les batalles dels Carpats el setembre de 1917, i va rebre la Creu de Ferro de 1a classe el maig de 1916. Per combatre a l'ofensiva de primavera alemanya i l'ofensiva dels cent dies al front occidental, va rebre la creu de cavaller de l'ordre militar prussià de Hohenzollern i la Creu del Mèrit Militar austríaca. El 1918, també va servir a la Divisió del Mar Bàltic sota el comandament del general Rüdiger von der Goltz que va lluitar a la Guerra Civil Finlandesa (27 de gener - 15 de maig de 1918).
Després de la Primera Guerra Mundial es va unir als Freikorps paramilitars . El 1921 es va unir a la Reichswehr. A partir de 1927 va estar en una assignació especial a la Unió Soviètica, on va aprendre a parlar rus. El 1934 va ser ascendit a major i destinat com a instructor a l'escola de guerra de Hannover . Va ser ascendit a Oberst l'1 de juny de 1939.

### Segona Guerra Mundial
Saucken va participar a la batalla de França, a la campanya dels Balcans i a l'operació Barbarroja com a comandant d'una brigada motoritzada de la 4a Divisió Panzer. Va ser ascendit a general major l'1 de gener de 1942 i va ser nomenat comandant de la divisió durant la batalla de Moscou. Va resultar ferit i després va passar diversos mesos a l'hospital. Va rebre la Creu de Cavaller de la Creu de Ferro el 6 de gener i va ser nomenat comandant de l'Escola de Tropes Mòbils (Schule für Schnelle Truppen). L'1 d'abril de 1943 va ser ascendit a Generalleutnant; al juny va tornar a la 4a Divisió Panzer, que va comandar durant la batalla de Kursk.
Saucken es va convertir en comandant en funcions del III Panzerkorps a finals de juny de 1944. Va rebre tant la Creu de Cavaller de la Creu de Ferro amb Fulles de Roure com la Creu de Cavaller de la Creu de Ferro amb Fulles de Roure i Espases el 1944.
Al juny i juliol, Saucken va formar el Kampfgruppe von Saucken (Grup de batalla von Saucken) una unitat composta  ad hoc per les restes de diverses unitats que havien estat destruïdes en l'operació soviètica Bagration contra el Grup d'Exèrcits Centre. Compost principalment per elements de la 5a Divisió Panzer, la 170a Divisió d'Infanteria i el 505è Batalló Panzer Pesat, el grup de batalla va ser designat més tard el XXXIX PanzerKorps. Durant l'ofensiva soviètica de Minsk, va mantenir temporalment una via d'escapament a través del riu Berezina per als soldats alemanys en retirada.
Saucken va abandonar el XXXIX Panzerkorps a finals de setembre de 1944, quan va prendre el comandament de la formació del Panzerkorps Großdeutschland. El cos encara incomplet es va dividir quan la meitat d'ell, inclòs Saucken, va rebre l'ordre d'anar cap a l'est per aturar l'ofensiva del Vístula-Oder. Va dirigir el cos fins al febrer de 1945, quan va ser destituït del seu càrrec i col·locat a la Führerreserve per Heinz Guderian, el cap d'estat major de l'exèrcit a l'OKH.
Un mes més tard, Saucken va comandar el 2. Armee a Prússia i va proporcionar suport logístic a l'evacuació de Prússia Oriental. A l'abril, el seu exèrcit va ser rebatejat com a Exèrcit de Prússia Oriental. El 8 de maig, Saucken va rebre l'avís que li havien concedit la Creu de Cavaller amb fulles de roure, espases i diamants, fet que el va convertir en l'últim dels 27 oficials a rebre aquest guardó. Tot i que un avió es va quedar per evacuar-lo, es va negar a deixar les seves tropes quan es van rendir a l'Exèrcit Roig l'endemà, el 9 de maig de 1945.

### Vida posterior
Després de rendir-se a la península de Hel, Saucken va entrar en captivitat soviètica. Inicialment va ser empresonat a l'edifici Lubianka i a la presó d'Oriol abans de ser traslladat al camp siberià de Taixet el 1949. Alliberat de la captivitat soviètica el 1955, es va establir a Pullach, prop de Munic. Allà va morir l'any 1980.

## Trets de caràcter
Un oficial de cavalleria que portava regularment tant una espasa com un monocle, Saucken personificava l'arquetípic aristocràtic conservador prussià que menyspreava el braune Bande ("multícia marró") dels nazis . Quan se li va ordenar prendre el comandament del Segon Exèrcit el 12 de març de 1945, va arribar al quarter general de Hitler amb la mà esquerra recolzada casualment sobre el seu sabre de cavalleria, el seu monocle a l'ull. . . [i després] va fer una salutació militar i va fer una lleugera reverència. Aquests van ser tres "indignacions" alhora. No havia fet la salutació nazi amb el braç aixecat i les paraules 'Heil Hitler', tal com s'havia regulat des del 20 de juliol de 1944, no havia lliurat l'arma en entrar... i havia mantingut el seu monocle a l'ull quan saludava a Hitler.
Quan Hitler li va dir que havia de rebre les seves ordres d'Albert Forster, el Gauleiter (governador nazi o "líder del districte") de Danzig, Saucken va tornar la mirada a Hitler... i va colpejar la llosa de marbre de la taula del mapa amb la mà plana, va dir: "No tinc intenció, Herr Hitler, de posar-me sota les ordres d'un gauleiter". En fer això s'havia contradit sense embuts a Hitler i no s'hi va dirigir com a Mein Führer.
Per sorpresa de tots els presents, Hitler va capitular i va respondre: "D'acord, Saucken, mantingui el comandament vostè mateix". Hitler va acomiadar el general sense donar-li la mà i Saucken va sortir de l'habitació només amb la més mínima indici d'una reverència.
No obstant això, aquest suposat incident és qüestionat per Heinz Linge al seu llibre "A les petjades del Führer". El general Von Saucken era considerat un comandant lleial al qual aquest comportament certament no encaixava (va rebre la Creu de Cavaller amb Fulles de Roure, Espases i Diamants el 8 de maig). A més, el fet que no s'hagués dirigit a Hitler amb 'Mein Führer' i amb la mà plana sobre la taula de cartes, Linge qualifica com del tot increïble.

## Historial de promocions
Fahnenjunker - 1 de juny de 1910
 Leutnant - 19 de juny de 1912
  Oberleutnant – 18 d'agost de 1917
 Hauptman - 1 de gener de 1925
 Major – 1 d'abril de 1934
 Oberstleutnant – 1 d'octubre de 1936
 Oberst - 1 de juny de 1939
 Generalmajor – 1 de gener de 1942
 Generalleutnant – 1 d'abril de 1943
 General der Panzertruppen – 1 d'agost de 1944

## Condecoracions
Creu de Cavaller de la Creu de Ferro amb Fulles de Roure, Espases i Brillants:
 Creu de Cavaller: 6 de gener de 1942 com Generalmajor i comandant de la 4. Panzer-Division
 Fulles de Roure: 22 d'agost de 1943 (281è) (com Generalleutnant i comandant de la 4. Panzer-Division
 Espases: 31 de gener de 1944 (46è) (com Generalleutnant i comandant de la 4. Panzer-Division
 Brillants: 8 de maig de 1945 (27è) (com General der Panzertruppe i comandant en cap del AOK Ostpreußen
 Creu de Ferro de 1a classe (1914) - 23 de maig de 1916)
 Creu de Ferro de 2a classe (1914) - 19 d'octubre de 1914
 Creu de cavaller amb espases del Reial Ordre de la Casa de Hohenzollern (Regne de Prússia)
 Creu al Mèrit Militar de 3a classe amb espases (Regne de Baviera)
 Creu del Mèrit Militar (Àustria-Hongria)
  Insígnia de Ferits 1918 en Or
 Creu d'Honor dels Combatents del Front
 Barra de 1939 Creu de Ferro de 1a classe - 3 d'octubre de 1939
 Barra de 1939 Creu de Ferro de 1a classe - 13 de setembre de 1939
 Medalla del Llarg Servei a la Wehrmacht de I i IV classe
 Creu al Mèrit de Guerra de 1a classe
 Creu al Mèrit de Guerra de 2a classe
 Medalla de la Campanya d'Hivern a l'Est 1941/42
 Insígnia de Ferits 1939 en Or
 Insígnia de Combat de Tancs en Plata (75 dies en combat)
3 citacions al Wehrmachtbericht (3 de desembre de 1943, 5 de juliol de 1944, 9 de maig de 1945)